# Plurella testacea
Plurella testacea är en sjöpungsart som beskrevs av Monniot 2000. Plurella testacea ingår i släktet Plurella och familjen Plurellidae. Inga underarter finns listade i Catalogue of Life.